# Rhododendron jasminiflorum
Rhododendron jasminiflorum är en ljungväxtart. Rhododendron jasminiflorum ingår i släktet rododendron, och familjen ljungväxter.

## Underarter
Arten delas in i följande underarter:
- R. j. chamaepitys
- R. j. copelandii
- R. j. heusseri
- R. j. jasminiflorum
- R. j. oblongifolium
- R. j. punctatum

## Bildgalleri

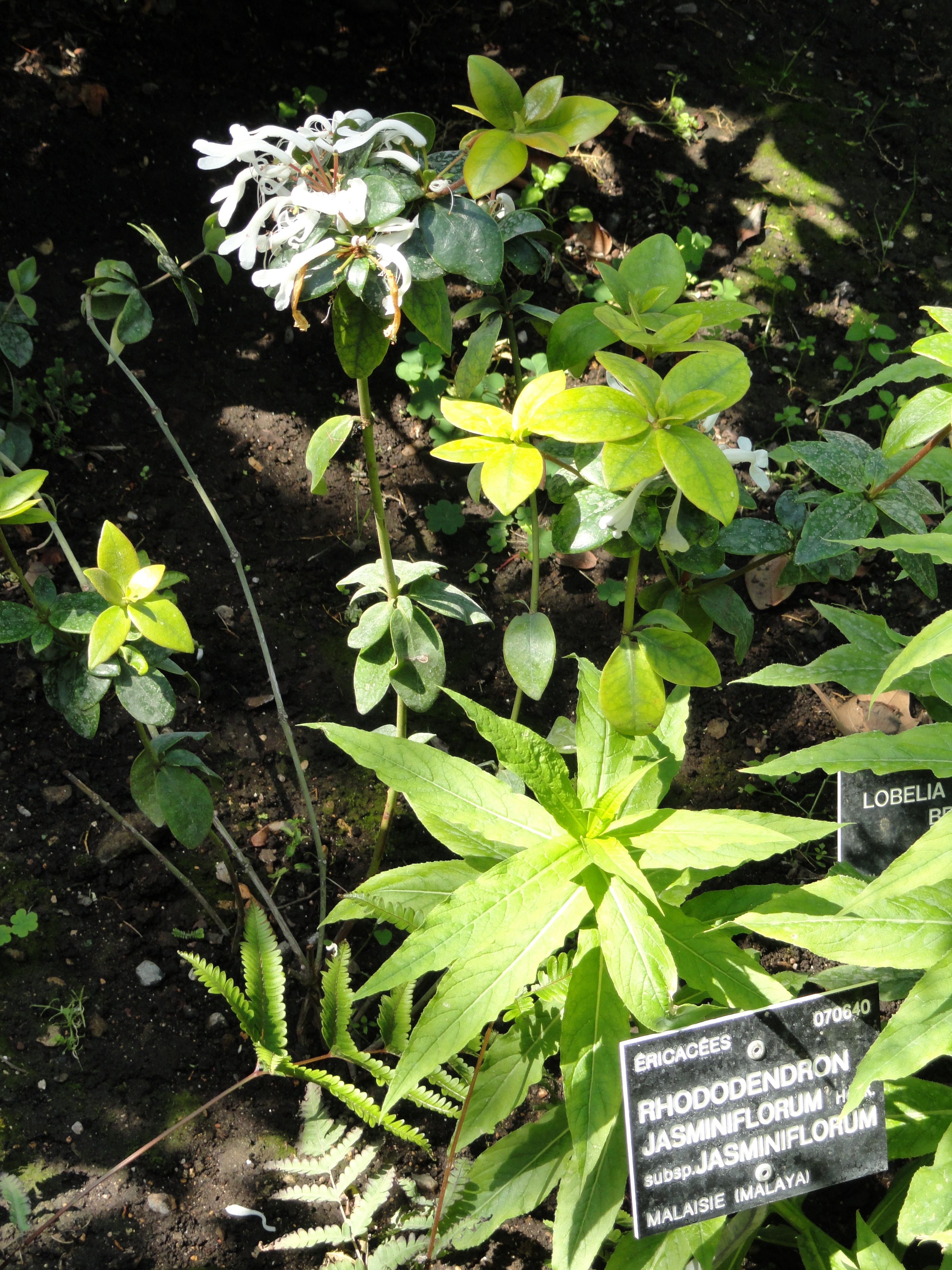
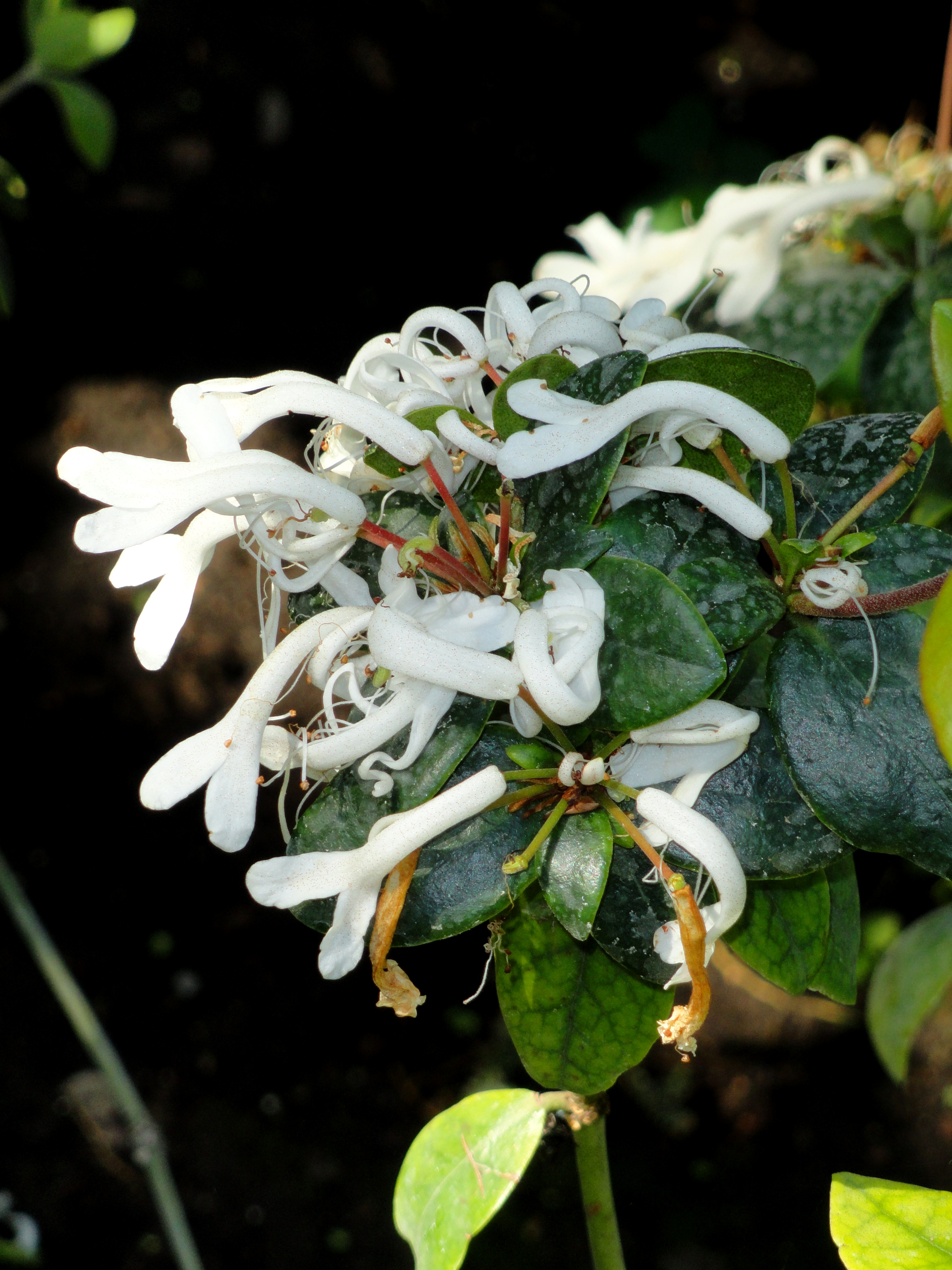